# Nicolau dos Reis Lobato
Nicolau dos Reis Lobato (ur. 24 maja 1946 w Bazartete, Timor Portugalski, zm. 31 grudnia 1978 w Mindelo) – timorski polityk, premier Republiki od 28 listopada do 7 grudnia 1975; nominalny prezydent Republiki po inwazji indonezyjskiej (7 grudnia 1975 – 31 grudnia 1978). 
W ostatnim dniu 1978 roku Lobato został napadnięty przez indonezyjskie siły specjalne pod dowództwem pułkownika Prabowo Subianto (później zięcia prezydenta gen. Suharto). Zginął po postrzeleniu w brzuch, a jego ciało zostało przewiezione do Dili do obejrzenia przez indonezyjską prasę. Nicolau Lobato został bohaterem narodowym Timoru Wschodniego. Międzynarodowy port lotniczy Timoru Wschodniego został nazwany na jego cześć (Port lotniczy Dili).